# 노구치핀토 에릭손
노구치핀토 에릭손(일본어: ノグチピント・エリキソン, 1981년 1월 27일 ~ )은 브라질에서 태어난 일본의 전 축구 선수이다.

## 구단 경력
과거 오이타 트리니타, 사간 도스, 가시와 레이솔, 아비스파 후쿠오카에서 활동하였다.